# ماثيو هوليس
ماثيو هوليس (بالإنجليزية: Matthew Hollis)‏ هو محرر وشاعر بريطاني، ولد في 1971 في نورتش في المملكة المتحدة.